# Brzeźnica (gmina w województwie lubuskim)
Brzeźnica – gmina wiejska w województwie lubuskim, w powiecie żagańskim. W latach 1975–1998 gmina położona była w województwie zielonogórskim.
Siedziba gminy to Brzeźnica.
Według danych z 31 marca 2011 gminę zamieszkiwało 3855 osób.

## Ochrona przyrody
Na obszarze gminy znajduje się rezerwat przyrody Dąbrowa Brzeźnicka im. Bolesława Grochowskiego chroniący fragment grądu i świetlistej dąbrowy.

## Struktura powierzchni
Według danych z roku 2002 gmina Brzeźnica ma obszar 122,23 km², w tym:
- użytki rolne: 59%
- użytki leśne: 34%

Gmina stanowi 10,8% powierzchni powiatu.

## Demografia

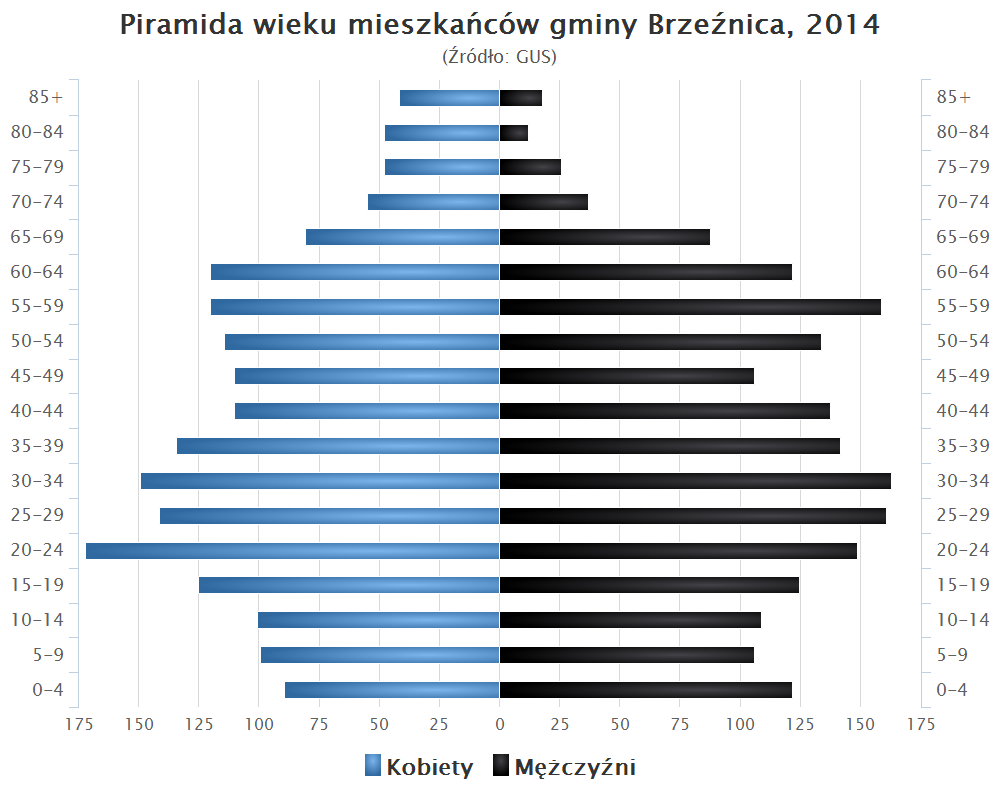
Piramida wieku mieszkańców gminy Brzeźnica w 2014 roku

Dane z 31 marca 2011:
| Opis                              | Ogółem | Ogółem | Kobiety | Kobiety | Mężczyźni | Mężczyźni |
| --------------------------------- | ------ | ------ | ------- | ------- | --------- | --------- |
| jednostka                         | osób   | %      | osób    | %       | osób      | %         |
| populacja                         | 3855   | 100    | 1917    | 49,7    | 1938      | 50,3      |
| gęstość zaludnienia (mieszk./km²) | 31,5   | 31,5   | 15,7    | 15,7    | 15,9      | 15,9      |

## Sołectwa
Brzeźnica, Chotków, Jabłonów, Karczówka, Marcinów, Przylaski, Stanów, Wichów, Wrzesiny.
Miejscowości niesołeckie: Przyborze, Studnice, Trojanówka, Wojsławice.

## Sąsiednie gminy
Kożuchów, Nowogród Bobrzański, Żagań